# Heliophobus unicolor
Heliophobus unicolor är en fjärilsart som beskrevs av Alphéraky 1889. Heliophobus unicolor ingår i släktet Heliophobus och familjen nattflyn. Inga underarter finns listade i Catalogue of Life.